# Etihad Airways
Etihad Airways (араб. الإتحاد‎) — национальная авиакомпания Объединённых Арабских Эмиратов со штаб-квартирой в Абу-Даби. Образована в 2003 году. В 2008 году количество перевезённых пассажиров превысило 6 млн человек (в 2004 году — 340 000 человек). Название авиакомпании переводится как «Союз».

## История
Etihad Airways была основана как национальная авиакомпания Объединённых Арабских Эмиратов в июле 2003 года королевским (эмирским) указом шейха Халифы ибн Заида Аль Нахайяна. 5 ноября 2003 года авиакомпания совершила первый демонстрационный рейс в Эль-Айн. 12 ноября 2003 года Etihad начала регулярные рейсы в Бейрут и стала самой быстро развивающейся авиакомпанией за всю историю коммерческой авиации.
В июне 2004 года авиакомпания подписала заказ на поставку новых самолётов на 8 млрд долларов США. Были заказаны пять Boeing 777-300ER и 24 самолёта Airbus, включая четыре A380. В 2008 году на Международном авиасалоне в Фарнборо было объявлено о крупнейшем в истории коммерческой авиации заказе на 205 самолётов — 100 твёрдых заказов, 55 опционов и 50 прав на покупку.
В ноябре 2007 года при приёмке нового самолёта на аэродроме авиазавода в Тулузе произошла авария, в результате которой новый Airbus A340—600 был полностью разрушен. Виновником аварии признан малоопытный экипаж из Абу-Даби.
В 2008 году Etihad перевезла более 6 млн пассажиров по сравнению с 4,6 млн в 2007 году.
В 2009 средняя заполняемость рейсов составляла 74 %, оставаясь неизменной с 2008 года.
На июль 2010 года авиакомпания обслуживала 64 маршрута по всему миру.
В декабре 2011 года Etihad Airways приобрела долю в 29,21 % акций авиакомпании Air Berlin.
В августе 2013 года были приобретены 29 % акций сербской Jat Airways, которая после завершения сделки была переименована в Air Serbia. В ноябре Etihad Airways приобрела пакет акций швейцарского регионального перевозчика Darwin Airline. После покупки самолеты перекрашены в цвета Etihad и выполняют полёты под брендом Etihad Regional.
В 2016 году авиакомпания стала обладателем ежегодной международной премии Skytrax World Airline Awards, одержав победу сразу в трёх номинациях: «Лучший в мире первый класс», «Лучшее бортовое питание в салоне первого класса» и «Лучшие кресла в салоне первого класса».
В 2022 году из-за вторжения России на Украину международное авиасообщение с Россией было практически полностью закрыто  — однако Etihad Airways продолжает выполнять регулярные пассажирские рейсы в Москву и другие аэропорты России.

## Авиапарк

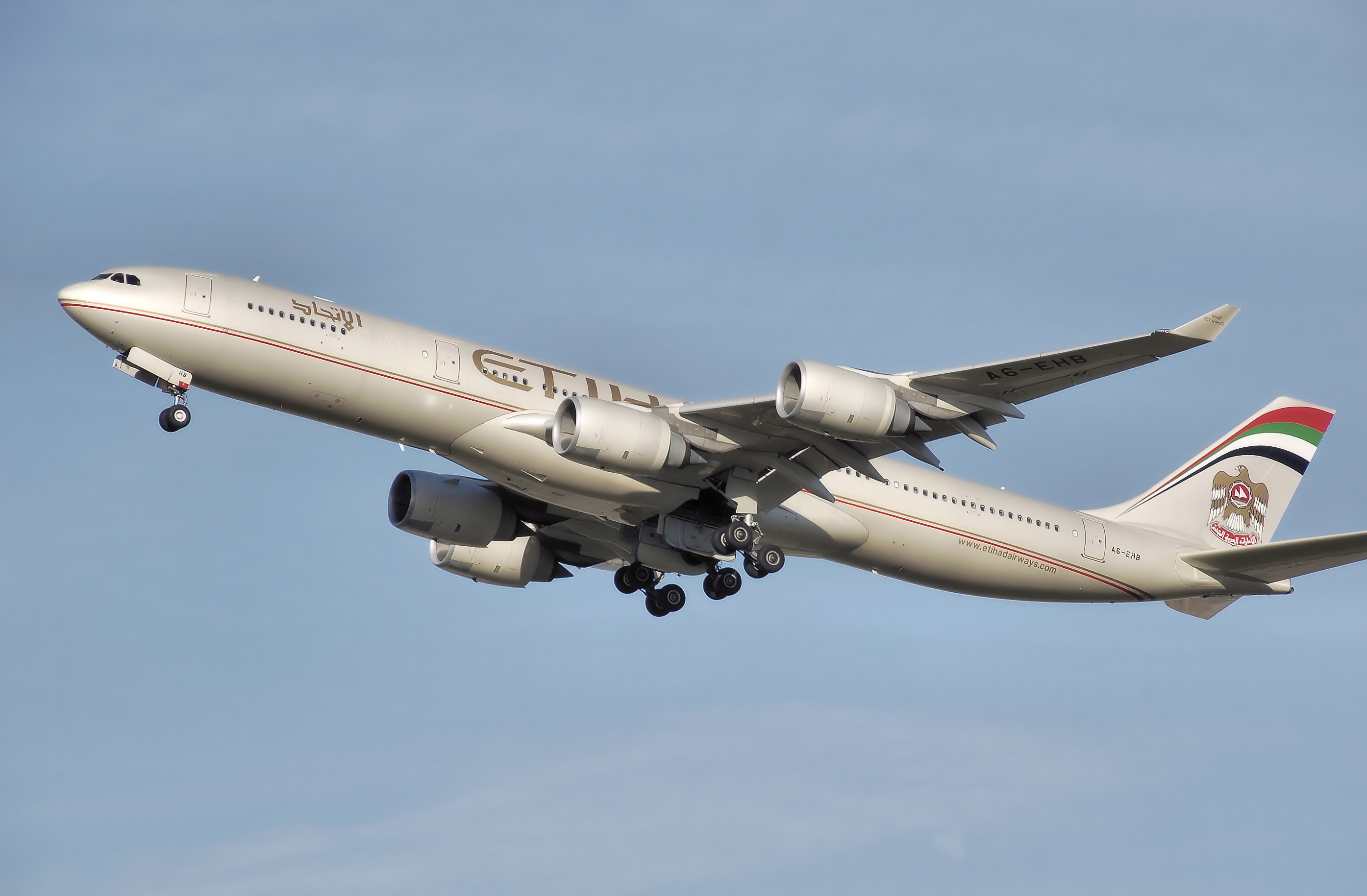
Airbus A340-500 авиакомпании Etihad Airways

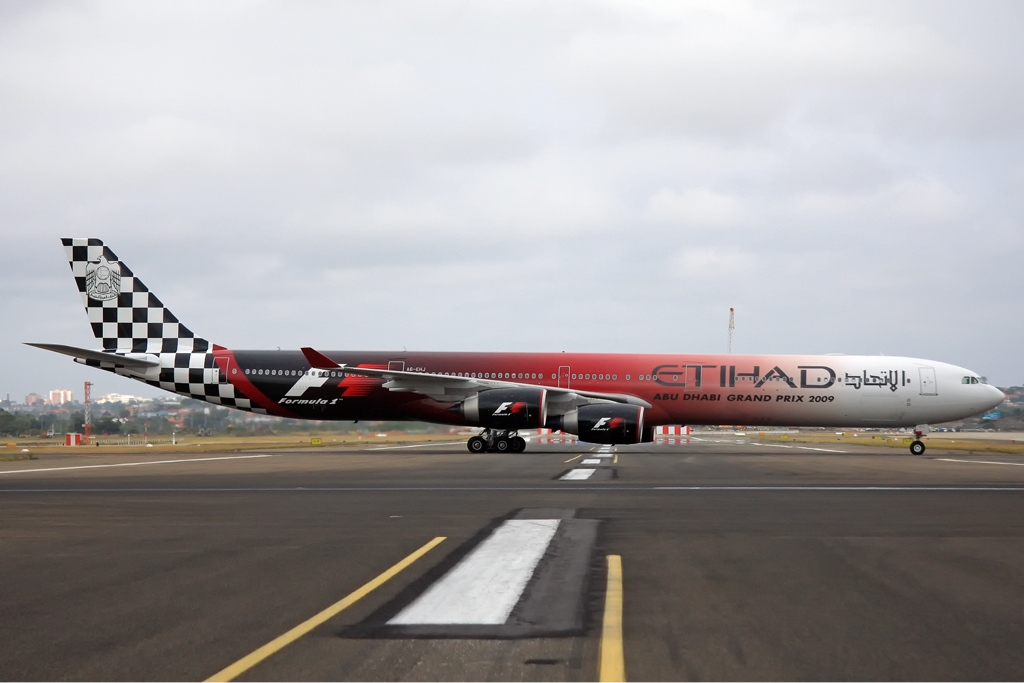
Airbus A340-600 авиакомпании Etihad Airways

В июле 2020 года Etihad Airways эксплуатировала следующие самолёты:

## Спонсорство
- В сезоне 2007 года Etihad стал одним из титульных спонсоров команды Etihad Aldar Spyker F1 Team. Поскольку в итоге команда была продана владельцу другой авиакомпании (Виджей Малья, Kingfisher Airlines), Etihad стала спонсировать Scuderia Ferrari начиная с сезона 2008 года.[14]

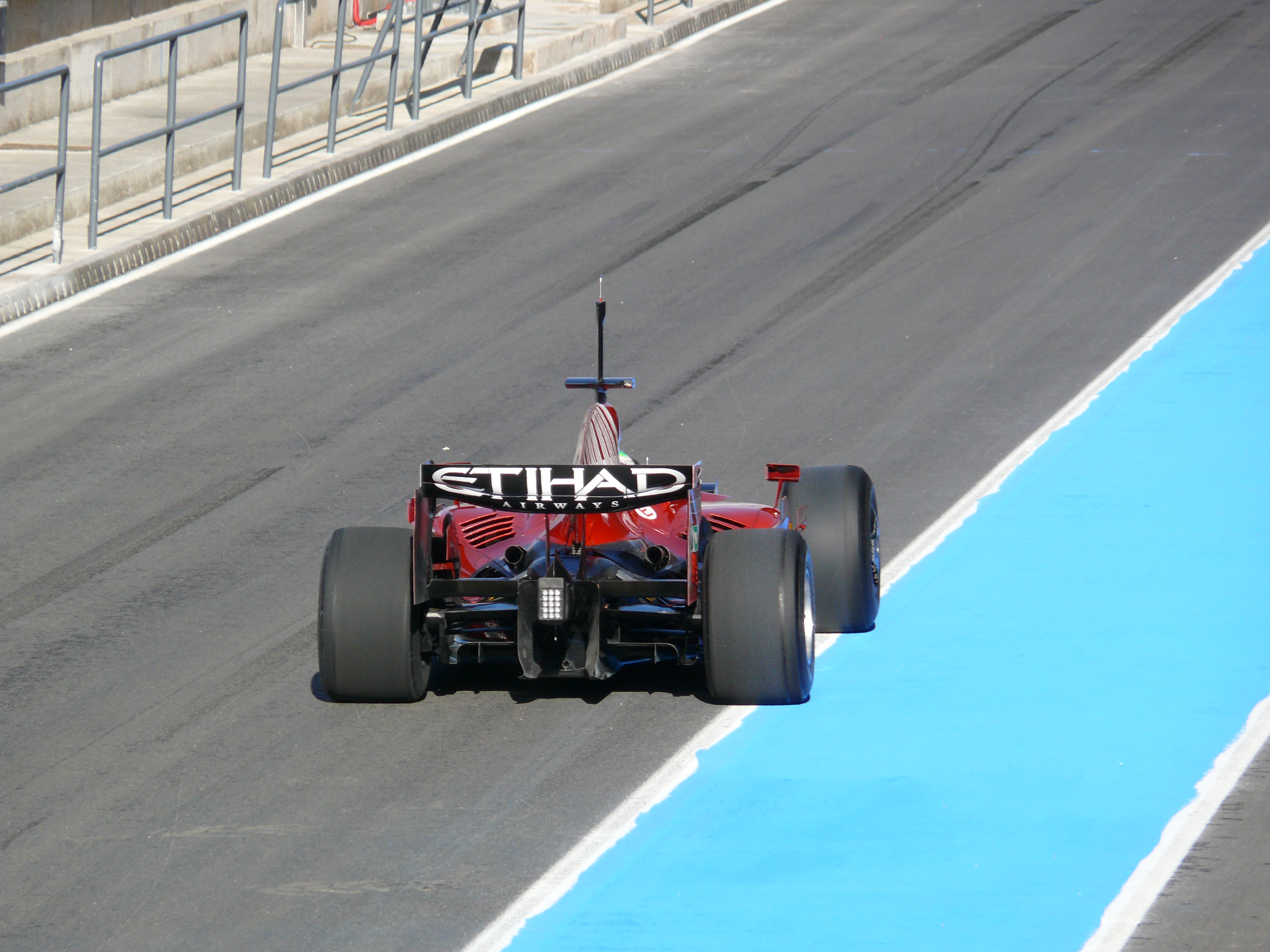
Логотип Etihad на заднем антикрыле болида Ferrari

- 30 июля 2007 было объявлено, что Etihad Airways стала титульным спонсором регбийного клуба «Харлекуинс».
- В сентябре 2007 года Etihad анонсировала подписание трёхлетнего контракта в качестве спонсора и официальной авиалинии футбольного клуба «Челси».
- 18 декабря 2007 Etihad объявила о том, что она станет титульным спонсором Гран-при Абу-Даби, проходящего на трассе Яс Марина[15].
- С 2009 года Etihad Airways — титульный спонсор футбольного клуба «Манчестер Сити».
- В прошлом компания являлась спонсором спортивных клубов ОАЭ, включая: Abu Dhabi Rugby Union Football Club, Abu Dhabi International Sailing School, Abu Dhabi International Marine Sports Club и футбольных клубов «Аль-Джазира», «Ан-Наср».

## Партнёры компании по «единому коду»
«Etihad Airways» имеет соглашение о «едином коде» со следующими компаниями:
- Aer Lingus[17]
- Aer Lingus Regional
- Air Astana
- Air Canada[18]
- Air France[19]
- Air Malta
- Air New Zealand
- Air Seychelles[20]
- Alitalia
- All Nippon Airways
- American Airlines
- Asiana Airlines
- Bangkok Airways
- Belavia[21]
- Brussels Airlines
- China Eastern Airlines[22]
- Cyprus Airways
- Czech Airlines
- Flybe
- Garuda Indonesia[23]
- Hainan Airlines[24]
- Air Serbia
- Jet Airways
- Kenya Airways[25]
- KLM[26]
- Kuwait Airways
- Malaysia Airlines
- Middle East Airlines
- Flynas[27]
- Olympic Air
- Philippine Airlines
- Royal Air Maroc
- S7 Airlines
- Safi Airways[28]
- South African Airways[29]
- SriLankan Airlines
- TAP Portugal
- Turkish Airlines
- Vietnam Airlines
- Virgin Australia